# 石塔義基
石塔 義基（いしどう よしもと）は、南北朝時代の武将。石塔義房の三男。

## 生涯
1335年、父や兄らと共に足利氏に従軍挙兵し、1337年に義房が奥州総大将として赴任した時も同道し、1346年まで父と共に奥羽に在国。この時の官途名は左馬助。康永年間に父の職権を分有し、奥羽の検断権や軍事行使権を行使したという。郡検断権職に守護職権の分与を明記したのも、義基が最初と見られている。1345年に父と共に帰洛を命じられ、観応の擾乱では、父・兄と共に足利直義方についた。
その後、兄・頼房の右馬頭任官と前後して、石塔義憲（- よしのり）と改名し、左衛門佐に任官されたとされる。1354年奥州管領吉良貞家の死没によって奥羽が混乱し、それに乗じて陸奥多賀城府中の吉良満家を攻略し、父や兄が付き従う足利直冬から奥州管領に任命され、権限を行使した。しかし、同年末に足利尊氏が急派した奥州管領斯波家兼に攻められ、玉造郡志栄山で敗死したと伝える。